# Love’s Labour’s Won

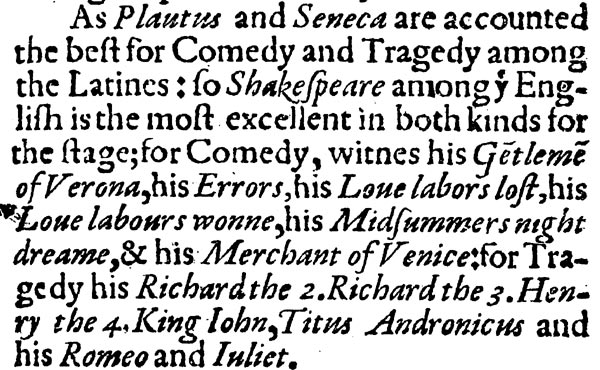
Fragment Palladis Tamia mówiący o tym utworze

Love’s Labour’s Won (pl. Zyskane zachody miłości) – zaginiona komedia autorstwa Williama Shakespeare’a, napisana przed 1598 rokiem. Nie ma pewności co do tego, czy utwór ten zaginął, czy też jest to tytuł alternatywny dla jednej ze znanych sztuk.

## Dowody
Francis Meres w dziele Palladis Tamia z 1598 roku wymienia sztuki Szekspira: Dwaj panowie z Werony, Stracone zachody miłości, Sen nocy letniej, Kupiec wenecki i Love’s Labour’s Won. Świadczy to o tym, że była to komedia, która nie była jednocześnie żadną z pozostałych wymienionych.
Długo przyjmowało się, że jest to tytuł alternatywny dla Poskromienia złośnicy. Teoria ta została jednak obalona w 1953 roku, kiedy to odkryto pochodzącą z 1603 roku listę książek, wymieniającą obie te sztuki jako niezależne od siebie.

## Teorie
Obecnie uważa się, że jest to sequel Straconych zachodów miłości, opowiadający o dalszych losach króla Nawarry.
Inna teoria zakłada, że jest to alternatywny tytuł dla Wiele hałasu o nic lub Wszystko dobre, co się dobrze kończy. Ta ostatnia sztuka jest jednak datowana na rok późniejszy niż 1600, co praktycznie ją wyklucza.